# ان راینکینگ
اَن راینکینگ (انگلیسی: Ann Reinking؛ ۱۰ نوامبر ۱۹۴۹ – ۱۲ دسامبر ۲۰۲۰) هنرپیشه، طراح رقص، رقصنده و خواننده آمریکایی بود. او عمدتاً در تئاتر موزیکال کار کرد و در برادوی، نمایش‌هایی مانند کوکو (۱۹۶۹)، فرای اینجا (۱۹۷۴)، وقت بخیر چارلی (۱۹۷۵)، شیکاگو (۱۹۷۷)، Dancin'‏ (۱۹۷۸) و سوئیت چریتی (۱۹۸۶) را به به روی صحنه برد.
راینکینگ جایزه تونی بهترین طراحی رقص را برای اجرایش در باز اجرای شیکاگو در سال ۱۹۹۶ به دست آورد. او در این موزیکال، نقش‌آفرینی شخصیت راکسی هارت را بر عهده داشت. او بخاطر بازی در نمایش موزیکال وست اند فاسی (۲۰۰۰)، برنده جایزه الیویه برای بهترین طراح رقص تئاتر شد. او همچنین در فیلم‌های اینطور چیزها (۱۹۷۹)، آنی (۱۹۸۲) و میکی و ماد (۱۹۸۴) ظاهر شد.

## ابتدای زندگی و حرفه
وی از سال ۱۹۶۵ تا ۲۰۱۱ میلادی مشغول فعالیت حرفه‌ای بود. راینکینگ در ۱۰ نوامبر ۱۹۴۹ در سیاتل زاده شد. والدین او، فرانسیس هریسون و والتر راینکینگ بودند. نخستین کار خود را در ۱۲ سالگی و در باله سلطنتی انگلستان انجام داد اما اولین کار جدی او در تئاتر برادوی به‌عنوان رقصنده و در نمایش کوکو (۱۹۶۹) و وحشی و شگفت‌انگیز (۱۹۷۱) صورت گرفت. در آنجا بود که مورد توجه کارگردان و طراح رقص بزرگ، باب فاسی قرار گرفت و همان‌جا بود که رابطه عاشقانه بین آنها شکل گرفت. هر چند فاسی در آن زمان با گوئن وردون ازدواج کرده بود و جدا از یکدیگر زندگی می‌کردند، اما عشق میان راینکینگ و فاسی شکل گرفت. فاسی در زندگی هنری راینکینگ همواره تأثیری شگرف داشت و در پیمودن پله‌های ترقی به او کمک کرد.
او برندهٔ جوایز گوناگونی از جمله جایزه تونی شده بود. او تئاترهای زیادی در برادوی اجرا کرد که در آنها بازیگر، رقصنده یا طراح رقص بود. نمایش‌هایی نظیر شیکاگو، سوئیت چریتی، وحشی و شگفت‌انگیز، فرای اینجا، وقت بخیر چارلی و غیره. در سال ۲۰۰۱ برای تأثیر در هنر و سهمی که از فعالیتش در طی سال‌ها به روح هنر بخشید، از دانشگاه ایالتی فلوریدا دکترای افتخاری دریافت کرد.
راینکینگ برای نمایش موزیکال «فرای اینجا» به کارگردانی ریچارد مورتون شرمن در سال ۱۹۷۴ برنده جایزه جهانی تئاتر شد. او دوبار در ۱۹۷۵ و ۱۹۷۸ نامزد جایزه تونی برای نمایشنامه‌های موزیکال «وقت بخیر چارلی» و «Dancin» شد که در نهایت این جایزه را برای نمایشنامه موزیکال شیکاگو در ۱۹۹۷ برای بهترین طراحی رقص به دست آورد.

## زندگی شخصی
راینکینگ چهار بار ازدواج کرد. اولین بار در ۱۹ مارس ۱۹۷۲ با لری اسمال بازیگر تئاتر بود در برادوی که سرانجامش طلاق بود. پس از آن با هربرت آلن جونیور که سرمایه‌دار بود در سال ۱۹۸۲ ازدواج کرد. آنها در سال ۱۹۸۹ از یکدیگر جدا شدند. در همان سال ۱۹۸۹ بازرگانی بنام جیمز استوارت با رینکینگ ازدواج کرد که صاحب پسری بنام کریستوفر شدند. این ازدواج نیز در سال ۱۹۹۱ به جدایی و طلاق انجامید.
پسر دیگر او، کریس به سندرم مارفان مبتلا است. به همین دلیل او با «بنیاد مارفان» که در راستای آگاهی‌رسانی درخصوص این اختلال ژنتیکی فعالیت دارد، همکاری می‌کرد.